# Россоховатое (Воронежская область)
Россоховатое — хутор в Семёновском сельском поселении Калачеевского района Воронежской области России.

## История
Хутор Россоховатое основан во второй половине XIX века крестьянами-малороссами, подданными помещиков Воронцовых. По данным 1858 года в нём было 60 дворов с населением 448 человек. Входил в Семёновскую волость Павловского, а затем Калачеевского уезда.

## Улицы
- ул. Ленинский путь
- ул. Ясная Поляна